# مارسین تایبورا
مارسین تایبورا (انگلیسی: Marcin Tybura؛ زادهٔ ۹ نوامبر ۱۹۸۵) ورزشکار هنرهای رزمی ترکیبی و کشتی‌گیر اهل لهستان است.